# Oederemia octogesima
Oederemia octogesima là một loài bướm đêm trong họ Noctuidae.